# Saulx-Marchais
Saulx-Marchais är en kommun i departementet Yvelines i regionen Île-de-France i norra Frankrike. Kommunen ligger i kantonen Montfort-l'Amaury som tillhör arrondissementet Rambouillet. År 2022 hade Saulx-Marchais 956 invånare.

## Befolkningsutveckling
Antalet invånare i kommunen Saulx-Marchais
| Referens: INSEE |